# Родионова, Александра Васильевна
Алекса́ндра Васи́льевна Родио́нова (род. 2 января 1984, Братск, Иркутская область, РСФСР, СССР) — российская саночница и бобслеистка, призёр чемпионатов мира в смешанных командах. 

## Спортивная карьера

### Санный спорт
В составе сборной команды России по санному спорту Александра Родионова с 2003 года. Принимала участие на Олимпиаде-2006 в Турине, где заняла 14-е место на одноместных санях. В 2010 году на Олимпиаде в Ванкувере показала свой лучший результат — 6-е место.
С 2007 года приняла участие в 6 чемпионатах мира по санному спорту. Лучший результат — 9-е место в одноместных санях на чемпионате 2011 года в Чезана-Париоль.
В сезоне 2013/2014 года Родионова не смогла отобраться в национальную команду на Олимпийские игры в Сочи и летом приняла решение перейти в бобслей.

## Бобслей
На своем дебютном в бобслее чемпионате мира 2015 года в Винтерберге Александра Родионова заняла 12 место в двойках и завоевала бронзовую медаль в соревнованиях смешанных команд.